# شايان جاكسون
شايان جاكسون (بالإنجليزية: Cheyenne Jackson)‏ هو مغني ومغن ومؤلف وممثل أمريكي، ولد في 12 يوليو 1975 بسبوكين في الولايات المتحدة. من الجوائز التي نالها جائزة المسرح العالمي سنة 2005.

## أعمال

### أفلام
- (2006) يونايتد 93[7]

### مسلسلات
- قصة رعب أمريكية

## جوائز وترشيحات
جوائز
- جائزة المسرح العالمي (2005)

ترشيحات
- Drama Desk Award for Outstanding Actor in a Musical [الإنجليزية]‏ (2008)
- Drama Desk Award for Outstanding Actor in a Musical [الإنجليزية]‏ (2010)

## وصلات خارجية
- شايان جاكسون على موقع IMDb (الإنجليزية)
- شايان جاكسون على موقع ألو سيني (الفرنسية)
- شايان جاكسون على موقع ميوزك برينز (الإنجليزية)
- شايان جاكسون على موقع أول موفي (الإنجليزية)
- شايان جاكسون على موقع قاعدة بيانات برودواي على الإنترنت (الإنجليزية)
- شايان جاكسون على موقع قاعدة بيانات الأفلام السويدية (السويدية)
- شايان جاكسون على موقع إن إن دي بي (الإنجليزية)
- شايان جاكسون على موقع ديسكوغز (الإنجليزية)
- شايان جاكسون على موقع قاعدة بيانات الفيلم (الإنجليزية)
- شايان جاكسون على موقع كينوبويسك (الروسية)